# Franz Artur Viehböck
Franz Artur Viehböck (Ausztria, Bécs/Perchtoldsdorf, 1960. augusztus 24.–) az első osztrák mérnök-űrhajós.

## Életpálya
Villamosmérnök diplomával rendelkezik. A Bécsi Egyetemen tanársegédként tanított.
1989-ben több űrhajósjelölt közül lett kiválasztva. 1989. október 6-tól részesült űrhajóskiképzésben. Összesen 7 napot, 22 órát és 12 percet töltött a világűrben. A 7,93 napos program alatt 125 fordulatot tett a Föld körül. Űrutazása során 15 kísérletet végzett orvos egészségügyi (űrgyógyszerek próbája), fizikai állóképesség vizsgálata, űrtechnikai eszközök hatása  az űrhajósok napi munkájára. Kísérleteit a jelen lévő űrhajósokkal közösen végezte, Űrhajós pályafutását 1991. október 10-én fejezte be.
A következő években több előadást tartott az űrkutatással kapcsolatban, majd Amerikába ment
1997-től a Rockwell, 1999-től a Boeing nemzetközi, osztrák képviselője. Előbb 1992-ben, majd 1998-ban az ESA kiválasztotta az amerikai űrrepülőgépen történő szolgálatra, de repülésére nem került sor. 2002. szeptember 1-től az egyik osztrák vállalat vezető munkatársa.

## Űrrepülések
Szojuz TM–13 fedélzetén kutató pilótaként indult a Mir űrállomásra. A Szojuz TM–12 űrhajó fedélzetén 1991. október 10-én belépett a légkörbe és hagyományos módon – ejtőernyős leereszkedés – Kazahsztánban, a kijelölt körzetben visszatért a Földre.